# Witulin (gromada)
Witulin – dawna gromada, czyli najmniejsza jednostka podziału terytorialnego Polskiej Rzeczypospolitej Ludowej w latach 1954–1972.
Gromady, z gromadzkimi radami narodowymi (GRN) jako organami władzy najniższego stopnia na wsi, funkcjonowały od reformy reorganizującej administrację wiejską przeprowadzonej jesienią 1954 do momentu ich zniesienia z dniem 1 stycznia 1973, tym samym wypierając organizację gminną w latach 1954–1972.
Gromadę Witulin z siedzibą GRN w Witulinie utworzono – jako jedną z 8759 gromad na obszarze Polski – w powiecie bialskim w woj. lubelskim na mocy uchwały nr 5 WRN w Lublinie z dnia 5 października 1954. W skład jednostki weszły obszary dotychczasowych gromad Witulin wieś, Witulin kol. i Osówka ze zniesionej gminy Witulin oraz obszar dotychczasowej gromady Jagodnica ze zniesionej gminy Sitnik w tymże powiecie. Dla gromady ustalono 13 członków gromadzkiej rady narodowej.
1 stycznia 1960 gromadę zniesiono, włączając jej obszar do gromad Leśna Podlaska (wieś i kolonię Witulin oraz wieś i kolonię Jagodnica) i Cicibór Duży (wieś i kolonię Osówka) w tymże powiecie.